# Бахья ибн Пакуда
Бахья ибн Паку́да (ивр. בחיי אבן פקודה‎, ок. 1050, Сарагоса?, Испания — ок. 1120, ?) — средневековый раввин, философ и поэт, автор книги Ховот Алевавот.

## Основы философии
В своей философской концепции Ибн Пакуда близок к неоплатонизму. Вместе с тем, он во многом опирается на труд Саадии Гаона «Книга о верованиях и религиозных мнениях».

## Критика
Некоторые религиозные авторитеты (например, Виленский Гаон) критиковали Ибн Пакуда за попытку доказать основы иудаизма с помощью философских положений, которые могут быть неверно восприняты рядовыми учащимися. В особенности эта критика относится к первой главе книги Ховот ха-левавот.